# روكامونفينا
روكامونفينا (بالإيطالية: Roccamonfina) هي كومونا تقع في مقاطعة كاسيرتا في منطقة كامبانيا الإيطالية، وتقع على بعد حوالي 60 كيلومتر (37 ميل) من شمال غرب نابولي وحوالي 40 كيلومتر (25 ميل) من شمال غرب كاسيرتا.
و يوجد في المنطقة المشتركة بركان روكامونفينا المنقرض. و قد تم العثور على آثار أقدام بشرية متحجرة تسمى هناك آثار أقدام الشيطان. والمدينة محاطة ببساتين كثيفة من أشجار الكستناء الحلوة.

## تاريخ

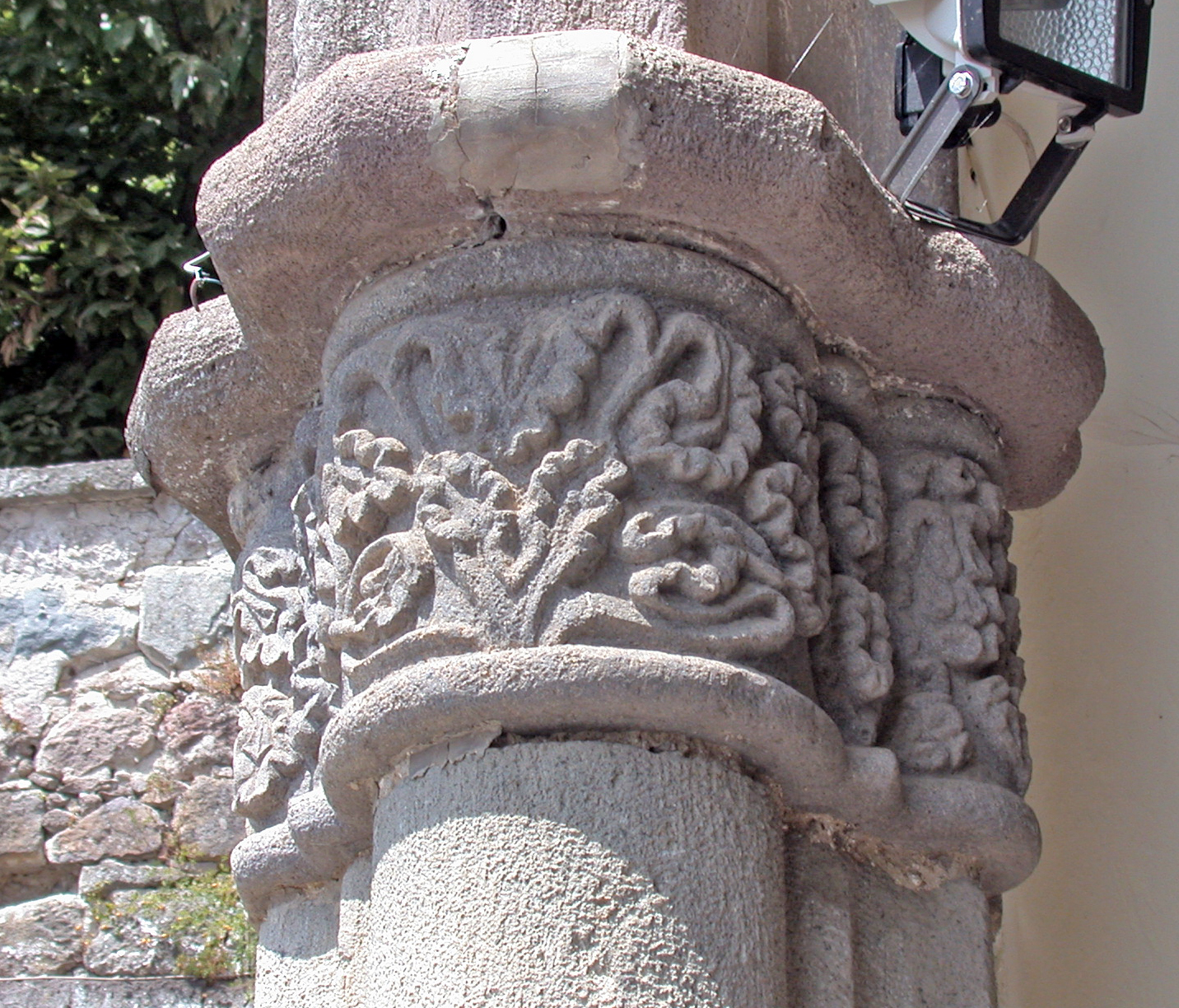
عاصمة عند مدخل حرم سانتا ماريا دي لاتاني.

وتتواجد في أراضي البركان آثار لمستوطنات أوسونية أو أورونكية ، مع بقايا من جدران متعددة الأضلاع يعود تاريخها إلى القرنين السادس والخامس قبل الميلاد. ويبدو أن المكتشفات من العملات والنقوش تؤكد وجود مستوطنة في المدينة الحالية في اوقات مبكرة من القرن الثالث قبل الميلاد. على الرغم من أنها قد ذكرت فقط في القرن العاشر الميلادي.
في القرون الوسطى والعصر الحديث كانت إقطاعية للعائلات النبيلة النابولية والبابوية. في حين ما كانت تحت حكام البوربون ملكًا مباشرًا لتاج الصقليتين.

## المعالم السياحية الرئيسية
عامل الجذب الرئيسي في روكامونفينا هو ملاذ ماريا سانتيسيما دي لاتاني. والذي تأسس عام في 1430 من قبل القديس برناردينو من سيينا وسانت جيمس أوف ذا مارشز وتم توسيعه إلى الشكل الحالي في في 1448-1507 . و تحتوي الواجهة على رواق كبير مع باب خشبي أصلي من عام 1507. و يحتوي التصميم الداخلي على صحن بلا ممرات ولوحات جدارية من القرنين الخامس عشر والسابع عشر. ويتواجد كنيسة السيدة العذراء لاتاني تمثال "مادونا والطفل". والذي ربما يعود تاريخه إلى القرن التاسع. الدير دير من طابقين.
و تعود أصول الكنيسة الجماعية في سانتا ماريا ماجوري إلى القرون الوسطى ، ولكن المظهر الحالي يعود إلى عام 1715. ويوجد في نفس الساحة قصر كوليتا.

## روابط خارجية
- الموقع الرسمي نسخة محفوظة 12 يونيو 2013 على موقع واي باك مشين.